# Calliphora mumfordi
Calliphora mumfordi este o specie de muște din genul Calliphora, familia Calliphoridae, descrisă de Malloch în anul 1932. Conform Catalogue of Life specia Calliphora mumfordi nu are subspecii cunoscute.